# Selezioni giovanili della nazionale maschile di pallavolo del Guatemala
Le selezioni giovanili della nazionale maschile di pallavolo del Guatemala sono gestite dalla federazione pallavolistica del Guatemala (FGVB) e partecipano ai tornei pallavolistici internazionali per squadre nazionali maschili limitatamente a specifiche classi d'età.

## Under 23
La selezione nazionale under 23 rappresenta il Guatemala nelle competizioni internazionali dove il limite di età è di 23 anni.
| 2012 | non qualificata |
| 2014 | 4º posto        |
| 2016 | 7º posto        |
| 2018 | 3º posto        |
| 2021 | 4º posto        |
| 2023 | non qualificata |
| 2024 | 4º posto        |
| 2025 | 5º posto        |

| 2021 | 8º posto |

## Under 21
La selezione nazionale under 21 rappresenta il Guatemala nelle competizioni internazionali dove il limite di età è di 21 anni.
| 1998 | ?               |
| 2000 | ?               |
| 2002 | ?               |
| 2004 | non qualificata |
| 2006 | 6º posto        |
| 2008 | 7º posto        |
| 2010 | 7º posto        |
| 2012 | 5º posto        |
| 2014 | non qualificata |
| 2016 | 4º posto        |
| 2018 | 5º posto        |
| 2024 | 7º posto        |

| 2011 | non qualificata |
| 2015 | non qualificata |
| 2017 | 4º posto        |
| 2019 | non qualificata |
| 2022 | non qualificata |
| 2023 | 7º posto        |

## Under 19
La selezione nazionale under 19 rappresenta il Guatemala nelle competizioni internazionali dove il limite di età è di 19 anni.
| 1989 | non qualificata |
| 1991 | non qualificata |
| 1993 | non qualificata |
| 1995 | non qualificata |
| 1997 | non qualificata |
| 1999 | non qualificata |
| 2001 | non qualificata |
| 2003 | non qualificata |
| 2005 | non qualificata |
| 2007 | non qualificata |
| 2009 | non qualificata |
| 2011 | non qualificata |
| 2013 | non qualificata |
| 2015 | non qualificata |
| 2017 | non qualificata |
| 2019 | non qualificata |
| 2021 | 19º posto       |

| 1998 | 5º posto        |
| 2000 | ?               |
| 2002 | ?               |
| 2004 | 5º posto        |
| 2006 | 7º posto        |
| 2008 | 4º posto        |
| 2010 | 5º posto        |
| 2012 | non qualificata |
| 2014 | 6º posto        |
| 2016 | non qualificata |
| 2018 | 4º posto        |

| 2011 | non qualificata |
| 2017 | non qualificata |
| 2019 | 6º posto        |
| 2022 | 6º posto        |
| 2023 | 5º posto        |